# 李志民 (1938年)
李志民（1938年5月—2021年12月2日），男，河北定县人，中华人民共和国政治人物。曾任中共海南省委常委、组织部部长，国家技术监督局副局长、党组成员，国务院稽察特派员，国有重点大型企业监事会主席，第九、十届全国政协委员。